# Chelonus mediterraneus
Chelonus mediterraneus är en stekelart som beskrevs av Otto Schmiedeknecht och Josef Fahringer 1934. Chelonus mediterraneus ingår i släktet Chelonus och familjen bracksteklar. Inga underarter finns listade i Catalogue of Life.